# Catena di Steiner

Una catena di Steiner chiusa a 12 cerchi. I cerchi neri che compongono la catena sono tangenti alle circonferenze interna ed esterna.

Una catena di Steiner, in geometria, è una serie di cerchi tangenti a due circonferenze date e non intersecanti. Ogni cerchio che compone la catena è inoltre tangente al cerchio precedente e a quello successivo nella catena. Una catena di Steiner viene definita chiusa quando il primo e l'ultimo cerchio sono tangenti tra loro. Le due circonferenze necessarie alla costruzione della catena non devono intersecarsi, ma è questa l'unica prescrizione: il cerchio più piccolo può essere completamente interno oppure esterno al cerchio grande. In questi casi i centri dei cerchi che formano la catena giacciono su una ellisse e su una iperbole, rispettivamente.
Le catene di Steiner prendono il nome dal matematico svizzero Jakob Steiner, che le definì nel XIX secolo e scoprì molte loro proprietà. A lui si attribuisce anche la formulazione del porisma di Steiner. esso afferma che, se esiste almeno una catena chiusa di n cerchi per una coppia di circonferenze α e β, allora ne esistono infinite altre con lo stesso numero di cerchi.

## Catene chiuse, aperte e multicicliche
Usualmente, le catene di Steiner si intendono chiuse, ovvero con il primo e l'ultimo cerchio tangenti tra loro. Tuttavia vengono considerate anche catene aperte, nelle quali il primo e l'ultimo cerchio non sono tangenti ma si sovrappongono. Le catene multicicliche, invece, girano più volte attorno al cerchio interno prima di chiudersi.

## Catene di Steiner in corone circolari e loro criterio di fattibilità

Una catena di Steiner in una corona circolare. I cerchi esterno ed interno hanno raggio R e r, rispettivamente, mentre i cerchi della catena hanno raggio ρ.

La più semplice tipologia di catena di Steiner è quella che, formata da una serie di n cerchi di uguale grandezza, è compresa tra due circonferenze concentriche, la più piccola delle quali ha raggio r e la più grande R. La catena di Steiner così realizzata risulta essere quindi compresa nella corona circolare presente tra i due cerchi di costruzione.
Per ragioni di simmetria, l'angolo 2θ tra i centri dei cerchi della catena è pari a 360°/n: inoltre, poiché ogni cerchio della catena è tangente a quello precedente e successivo, la distanza fra i centri di due cerchi consecutivi coincide con la somma dei loro raggi, e in particolare al doppio del loro raggio ρ.

La bisettrice dell'angolo 2θ genera due triangoli rettangoli, entrambi con un angolo θ pari a 180°/n. Per le proprietà dei triangoli rettangoli, il seno di θ può essere espresso come il rapporto fra il cateto ad esso opposto (ovvero il raggio di una delle circonferenze della catena) e l'ipotenusa, formata dalla somma di ρ e r:
{\displaystyle \sin \theta ={\frac {\rho }{r+\rho }}}
θ può essere determinato a partire da n, per cui l'unica incognita presente nell'equazione sopra riportata è ρ, il raggio dei cerchi della catena di Steiner:
{\displaystyle \rho ={\frac {r\sin \theta }{1-\sin \theta }}}
Per costruzione, il raggio esterno R può quindi determinarsi come r + 2ρ.
Le precedenti equazioni forniscono un criterio di fattibilità per una catena di Steiner a partire da due circonferenze concentriche date. La possibilità di realizzare una catena di Steiner chiusa di n cerchi richiede che il rapporto fra i raggi esterno ed interno R/r dei cerchi di costruzione sia esattamente pari a:
{\displaystyle {\frac {R}{r}}=1+{\frac {2\sin \theta }{1-\sin \theta }}={\frac {1+\sin \theta }{1-\sin \theta }}=\left[\sec \theta +\tan \theta \right]^{2}}
Definendo la distanza inversa di due circonferenze concentriche come il logaritmo naturale del rapporto fra i raggi dei due cerchi (con il raggio maggiore al numeratore):
{\displaystyle \delta =\ln {\frac {R}{r}}}
è possibile quindi definire un criterio valido qualsiasi siano i raggi delle circonferenze concentriche date:
{\displaystyle \delta =2\ln \left(\sec \theta +\tan \theta \right)=2\ln \left(\sec {\frac {180^{\circ }}{n}}+\tan {\frac {180^{\circ }}{n}}\right)}
Infine, il criterio può essere applicato anche a catene multicicliche senza perdere di generalità. Se una catena di Steiner multiciclica formata da n cerchi si avvolge su se stessa m volte prima di chiudersi, l'angolo sotteso fra due cerchi di Steiner consecutivi può essere determinato come
{\displaystyle \theta ={\frac {m}{n}}180^{\circ }.}

### Catene di Steiner e inversione circolare
Il problema della catene di Steiner può essere affrontato con lo strumento dell'inversione circolare. Esiste sempre infatti una opportuna inversione circolare che permette di trasportare una qualsiasi coppia di circonferenze senza punti in comune in due circonferenze concentriche distinte. L'inversione circolare però conserva i punti di tangenza e le proprietà di ortogonalità delle circonferenze. Per questo motivo se la catena chiude nel caso concentrico allora chiude anche nel caso generico cui si torna applicando nuovamente l'inversione circolare, che è anche una involuzione.

## Generalizzazioni

Un collare di Soddy a sei sfere, generalizzazione 3D di una catena di Steiner chiusa a sei cerchi.

La più semplice generalizzazione di una catena di Steiner è quella che permette ai cerchi di costruzione di essere tangenti tra loro, oppure di intersecarsi. Nel primo caso si è in presenza di una catena di Pappo, che ha un numero infinito di cerchi.
Le sfere di Soddy, o collare di Soddy, sono una generalizzazione tridimensionale di una catena di Steiner chiusa a sei cerchi. I centri delle sei sfere che compongono la catena viaggiano sulla medesima ellisse, così come i centri della corrispondente catena di Steiner. La superficie che inviluppa le sfere del collare di Soddy è una ciclide di Dupin, la superficie inversa di un toro. Le sei sfere non solo sono tangenti alle sfere interna ed esterna, ma anche ad altre due sfere centrate al di sopra e al di sotto del piano dei centri.